# El nacimiento de Venus (Botticelli)
El nacimiento de Venus (en italiano: La Nascita di Venere) es un cuadro realizado por el pintor renacentista Sandro Botticelli, una de las obras cumbre del maestro florentino y del Quattrocento italiano. Está ejecutado al temple sobre lienzo y mide 278,5 cm de ancho por 172,5 cm de alto. Se conserva en la Galería Uffizi, en Florencia, donde está expuesto en la sala 10-14, llamada «de Botticelli» (Inv. 1890 n. 878). 
Este cuadro fue en su tiempo una obra revolucionaria por cuanto presentaba sin tapujos un desnudo no justificado por ningún componente religioso, así como un tema procedente de la mitología clásica grecorromana anterior al cristianismo, lo que suponía la plena aceptación —al menos por parte de las élites culturales— del nuevo humanismo renacentista. Su interpretación iconográfica se vincula con la Academia Platónica Florentina, un círculo intelectual patrocinado por la familia Médici que se desarrolló tanto en el terreno de la filosofía como de la literatura y el arte. El significado de la obra está relacionado pues con el neoplatonismo y la formulación por Marsilio Ficino de un concepto idealizado del amor donde la figura de Venus se desdobla en dos versiones complementarias, la Venus celeste y la Venus terrenal, que simbolizan el amor espiritual y el amor material, una teoría derivada de El banquete de Platón. 
Por otro lado, la inspiración para el tema representado por Botticelli cabe buscarla en fuentes literarias como las obras clásicas del poeta romano Ovidio y, especialmente, del italiano Angelo Poliziano, miembro de la Academia Florentina que en su obra Stanze per la Giostra (1494) describía en verso el nacimiento de Venus. Esta obra estaba dedicada a glosar el amor imposible que profesaba el noble Giuliano de Médici por la bella y virtuosa Simonetta Vespucci, quien fue la modelo para la figura de Venus. Tradicionalmente se creía que el encargo del cuadro había procedido de Lorenzo di Pierfrancesco de Médici, primo de Lorenzo el Magnífico, según un comentario realizado por el historiador renacentista Giorgio Vasari, pero no existen pruebas documentales de tal hecho, por lo que hoy día se desconoce el comitente del cuadro así como la fecha exacta de su realización.

## Historia

### El autor

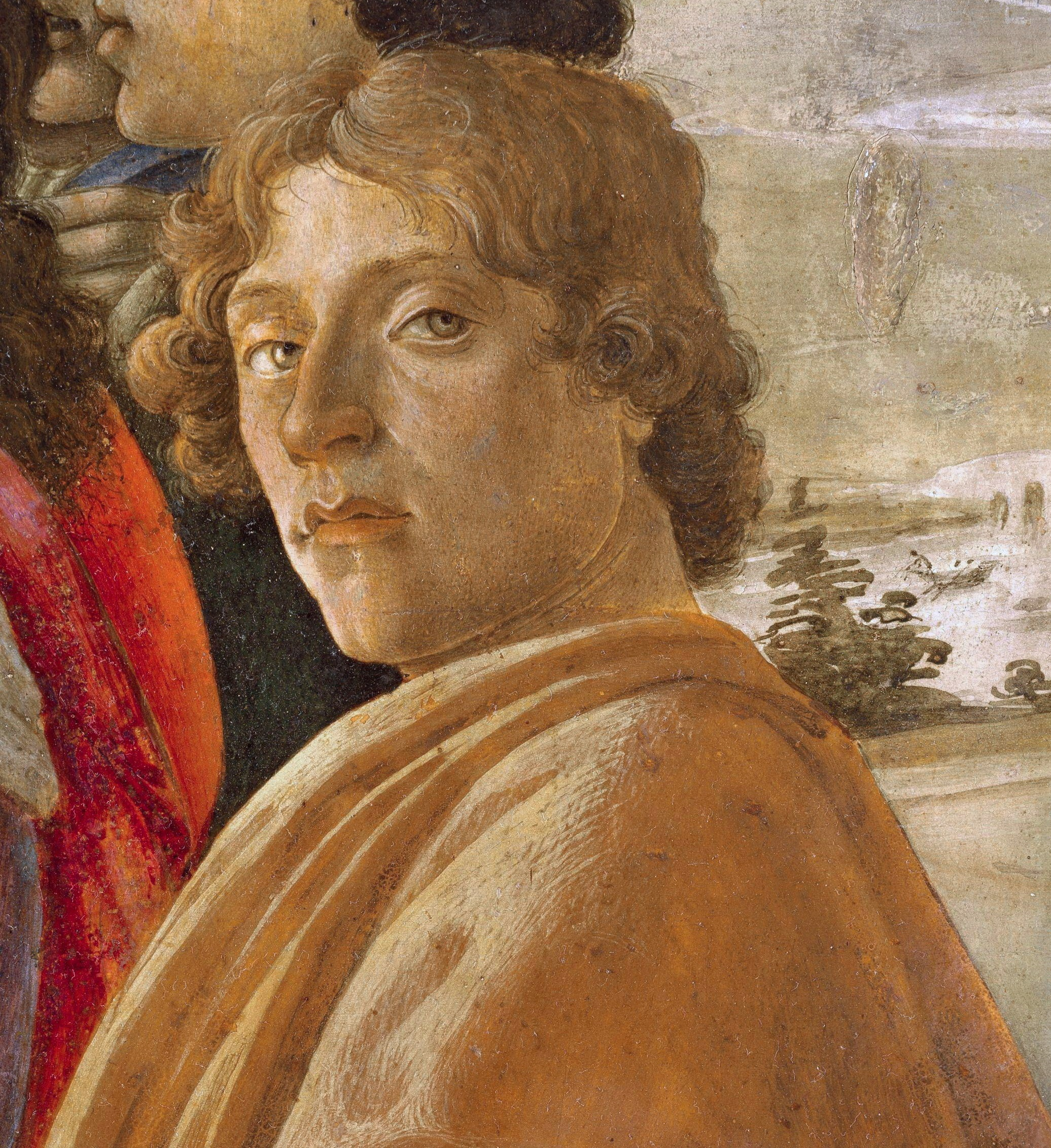
Sandro Botticelli, autorretrato en Adoración de los Magos (1475, Uffizi)

Alessandro di Mariano di Vanni Filipepi, apodado Sandro Botticelli (Florencia, 1445-ibídem, 1510) fue un pintor del Quattrocento italiano, miembro de la llamada «segunda generación florentina», tras la primera formada por Fra Angélico, Masaccio, Paolo Uccello, Andrea del Castagno y Filippo Lippi; entre sus correligionarios en esta segunda generación destacaron Benozzo Gozzoli, Domenico Ghirlandaio, los hermanos Antonio y Piero Pollaiuolo, Andrea del Verrocchio y Piero di Cosimo. Estos artistas muestran en general un estilo suntuoso y refinado, con cierta influencia de la pintura flamenca, que se denota por un gusto burgués en el detalle y los aspectos concretos de la vida, atemperada por un clasicismo inherente a la tradición pictórica italiana.
Fue discípulo de Filippo Lippi, cuya influencia se denota en sus primeras obras. Sin embargo, por su temperamento se enmarcó en un estilo derivado del gótico trecentista italiano —el llamado estilo italo-gótico—, en contraposición al naturalismo científico liderado por Masaccio. Este estilo se basaba en la preponderancia de la línea y el dibujo sobre el color, así como un deje estilizado y sentimentalista, de gracia femenina y cierto amaneramiento. Prácticamente toda su vida profesional transcurrió en Florencia, excepto su participación en la decoración de la Capilla Sixtina en Roma entre 1481 y 1482, en colaboración con Perugino, Cosimo Rosselli y Ghirlandaio. Entre 1478 y 1485 realizó, probablemente por encargo de Lorenzo di Pierfrancesco de Médici, tres obras basadas en la mitología clásica grecorromana: La primavera (c. 1478), Palas y el Centauro (c. 1482-1483) y El nacimiento de Venus (c. 1482-1485), todas ellas conservadas en los Uffizi. En estas obras desarrolló un contenido iconográfico vinculado a la filosofía neoplatónica desarrollada en la Academia Platónica Florentina por iniciativa de Cosme de Médicis, integrada por filósofos, artistas y escritores como Marsilio Ficino, Giovanni Pico della Mirandola, Cristoforo Landino, Leon Battista Alberti y Angelo Poliziano. Sus obras posteriores se alejaron del paganismo y se volvieron más serias y rigurosas, probablemente por influencia del predicador dominico Girolamo Savonarola. En su momento fue el pintor más popular de Florencia, pero después de 1500 —coincidiendo con el regreso a la ciudad de Leonardo da Vinci— su estilo lineal quedó fuera de moda y, tras su muerte, su obra cayó en el olvido, hasta que su figura fue recuperada por los prerrafaelitas a mediados del siglo XIX.
El estilo inicial de Botticelli estuvo marcado por una fluidez lineal combinada con una firmeza plástica derivada de Verrocchio, como se denota en sus vírgenes, la más notable de las cuales es la Virgen del rosal (c. 1468, Uffizi). Su serie de cuadros mitológicos para los Médici —iniciada con la Primavera— está marcada por el equilibrio espacial y una mayor consistencia formal influida por Piero Pollaiuolo. Con su colaboración en la Capilla Sixtina se inició su fase «clásica», en la que alcanza un equilibrio pleno entre la composición naturalista y una cierta abstracción formal. Sin embargo, ya en El nacimiento de Venus se percibe una cierta tensión rítmica, que se acentúa en obras posteriores como Virgen y santos (1485, Staatliche Museen, Berlín), Virgen de la granada (1487, Uffizi) y el Retablo de san Marcos (1490, Uffizi). Sus obras posteriores, marcadas por una nueva pasión religiosa influida por Savonarola, muestran un ritmo más quebrado y una sensibilidad más inquieta, como en La calumnia de Apeles (1495, Uffizi). Sus últimas obras son ya completamente arcaizantes, fuera del ambiente artístico de su tiempo: Natividad mística (1501, The National Gallery, Londres), Crucifixión (c. 1500-1505, Fogg Art Museum, Cambridge).

### El cuadro

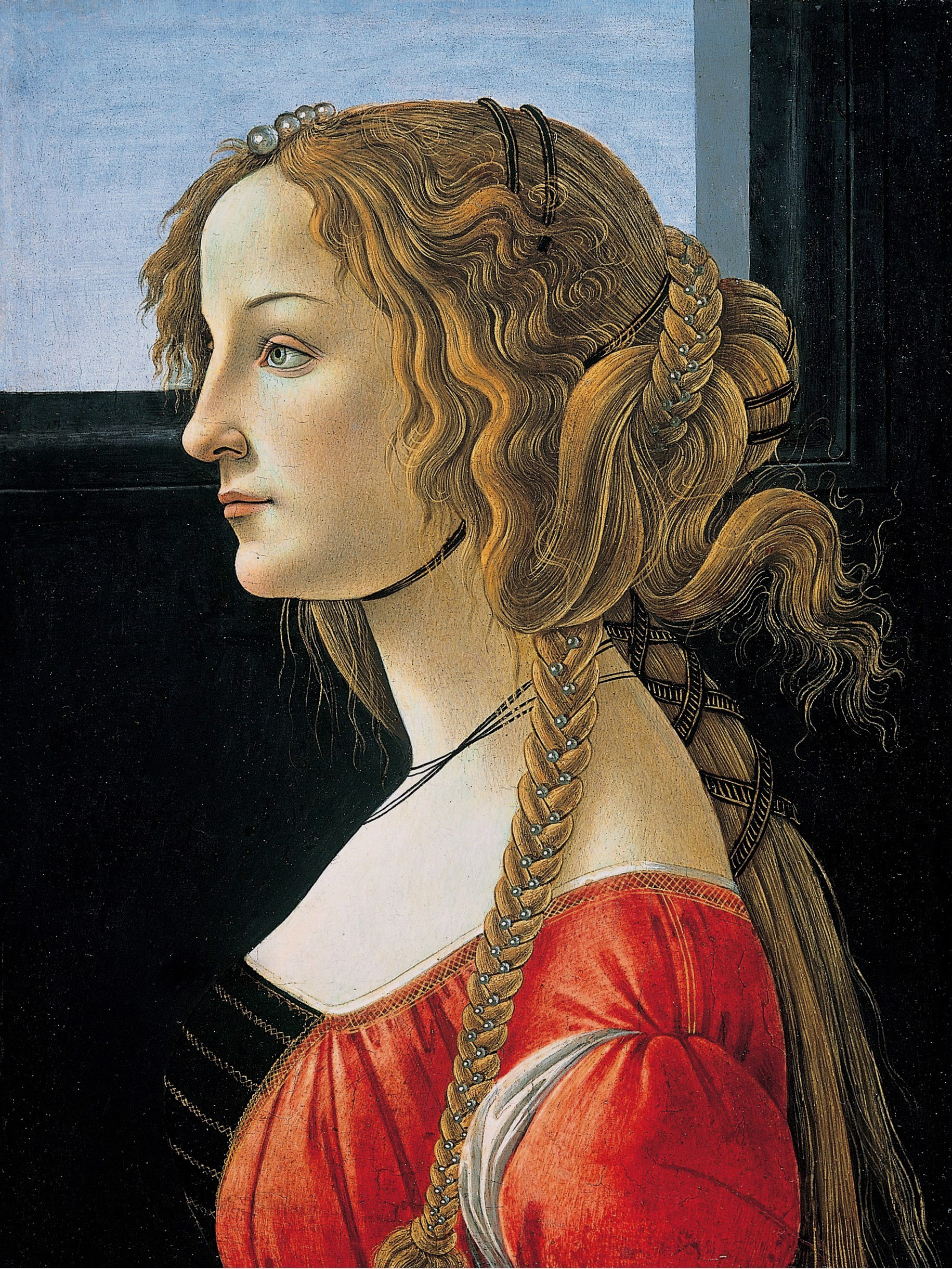
Retrato póstumo de Simonetta Vespucci (c. 1476-1480), de Botticelli, Gemäldegalerie de Berlín

Tradicionalmente se ha creído que esta obra, como La primavera, fue encargada por Lorenzo di Pierfrancesco de Médici, primo de Lorenzo el Magnífico, para adornar la Villa di Castello, en la campiña florentina. La idea parte de que fue allí donde las contempló Giorgio Vasari años después. Estudios recientes indican otra cosa: La primavera se pintó para la casa de Lorenzo en la ciudad de Florencia y El nacimiento de Venus fue un encargo de otra persona para un lugar diferente. Por lo tanto, no se conoce la fecha exacta de su composición, ni tampoco el comitente para el cual fue ejecutado. Actualmente se considera que debió pintarse entre 1482 y 1485; en cualquier caso, después de la estancia romana de Botticelli.
Este cuadro fue revolucionario en su época, por ser la primera obra de gran formato de tema exclusivamente mitológico, además de un desnudo, algo todavía no del todo bien visto por la moral imperante en la época.
Según concuerdan la mayoría de las fuentes, la modelo de Venus fue Simonetta Cattaneo, de casada Simonetta Vespucci (c. 1453-1476), una joven de gran belleza, fallecida prematuramente a los veintitrés a causa de la tuberculosis. A los dieciséis años casó con Marco Vespucci, quien la introdujo en el círculo de la nobleza florentina, donde causó una gran admiración. Fue modelo de numerosos artistas, como Botticelli, Piero di Cosimo o Domenico Ghirlandaio, de tal forma que se convirtió en el prototipo de belleza del Renacimiento quattrocentista. Botticelli la retrató, además de en El nacimiento de Venus, en La primavera (como la diosa Flora), Palas y el Centauro (como Palas), Venus y Marte (como Venus), La calumnia de Apeles (la Verdad), Virgen de la granada y en la Virgen del Magnificat, así como en algunas figuras de las Pruebas de Moisés de la Capilla Sixtina, además de un retrato póstumo (c. 1476-1480, Gemäldegalerie de Berlín).
El cuadro estuvo en la Villa di Castello hasta 1815, fecha en que fue depositado en la Galería Uffizi. Fue restaurado en 1987, fecha en que se le retiró una capa de barniz que le daba un tono amarillento.

### Fuentes literarias

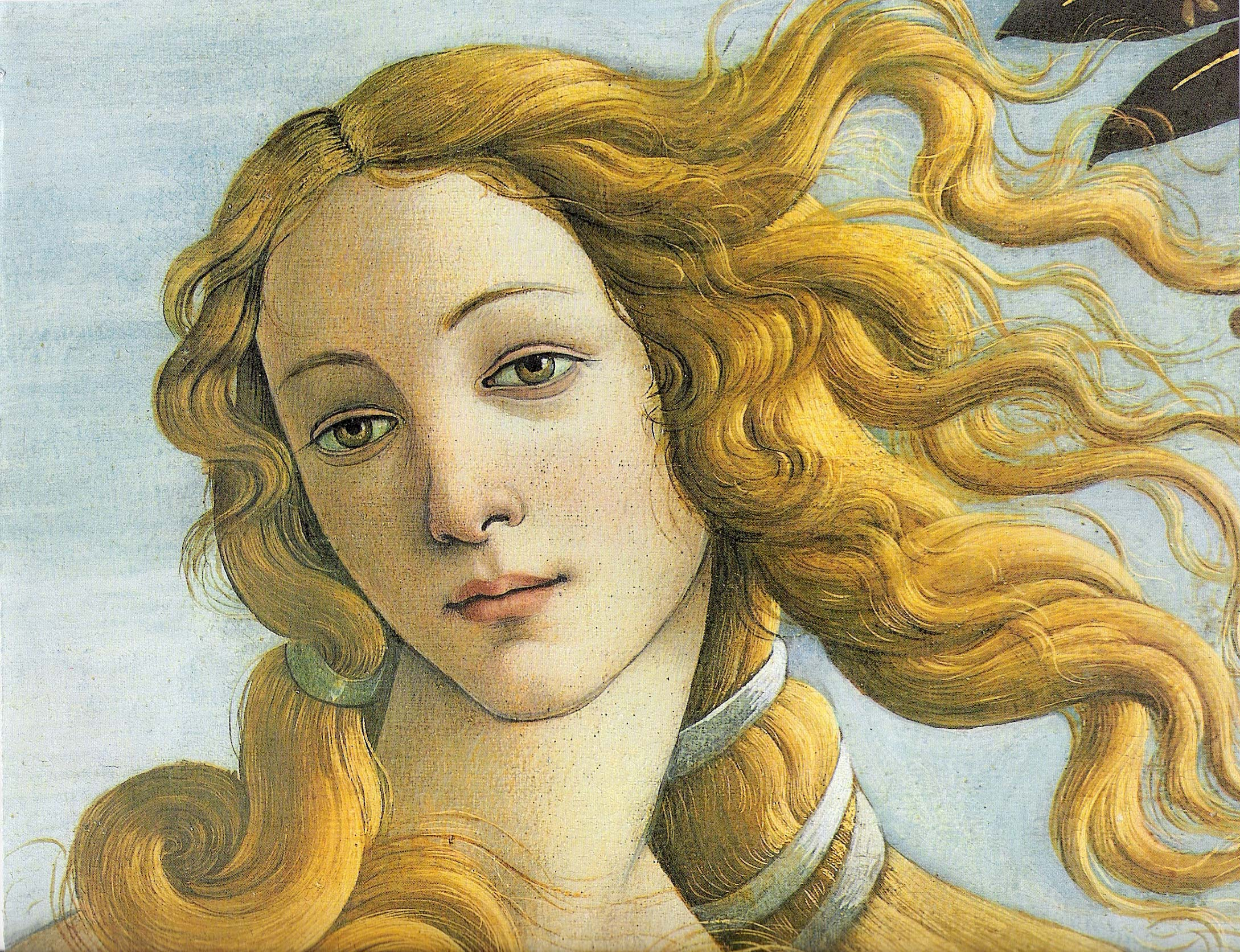
Detalle del rostro de Venus

### Iconografía

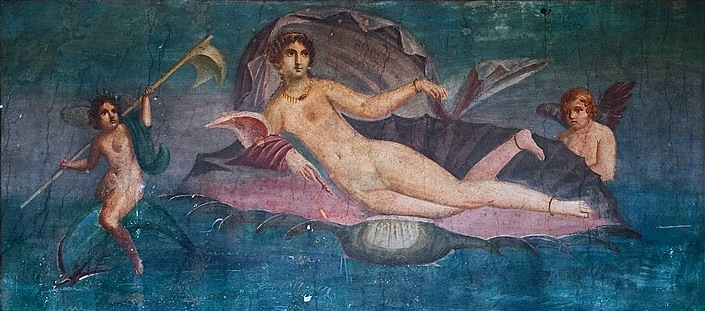
Mural de Pompeya de Venus Anadiomena

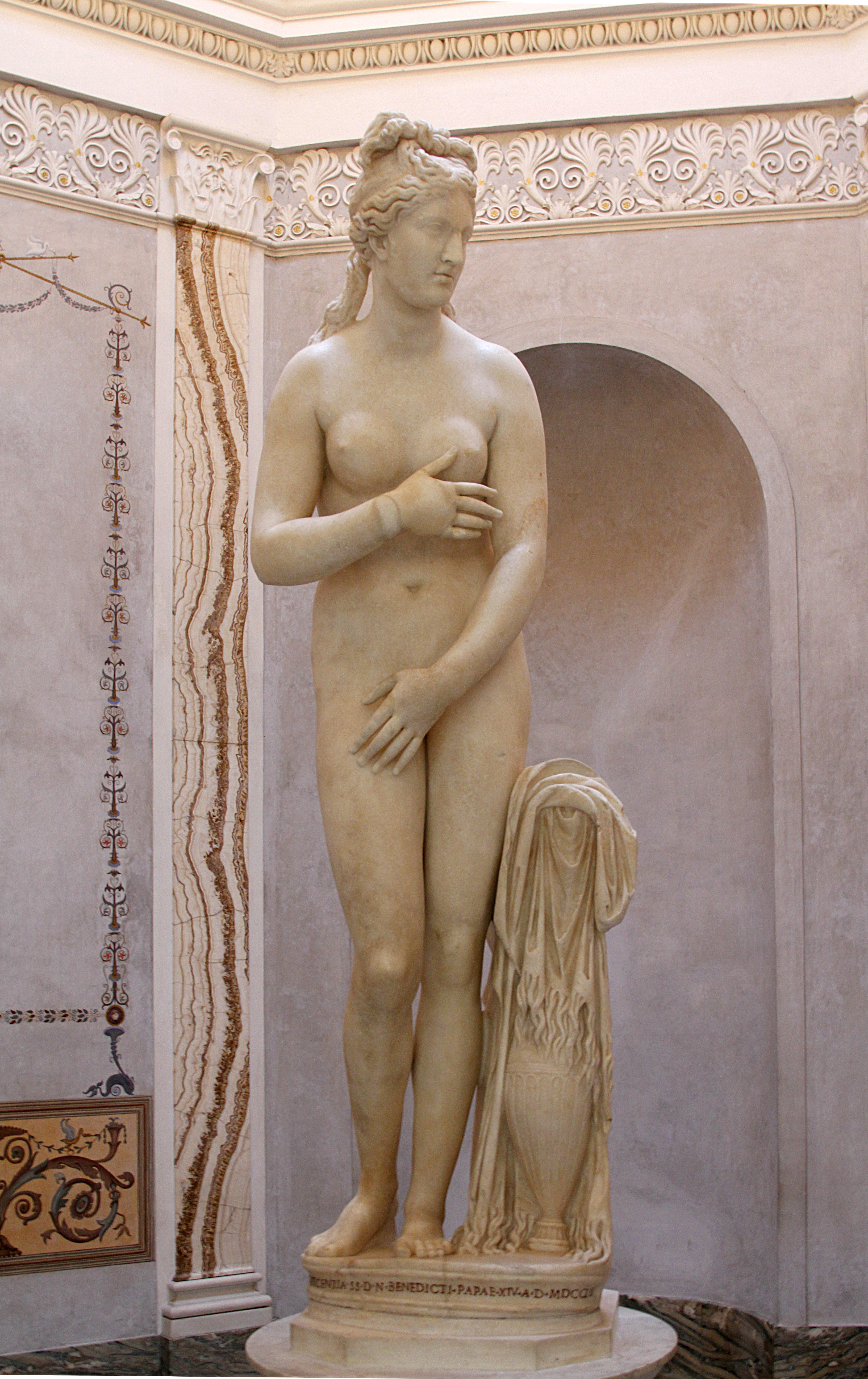
Venus Capitolina (c. 140-160 a. C.), Museos Capitolinos, Roma

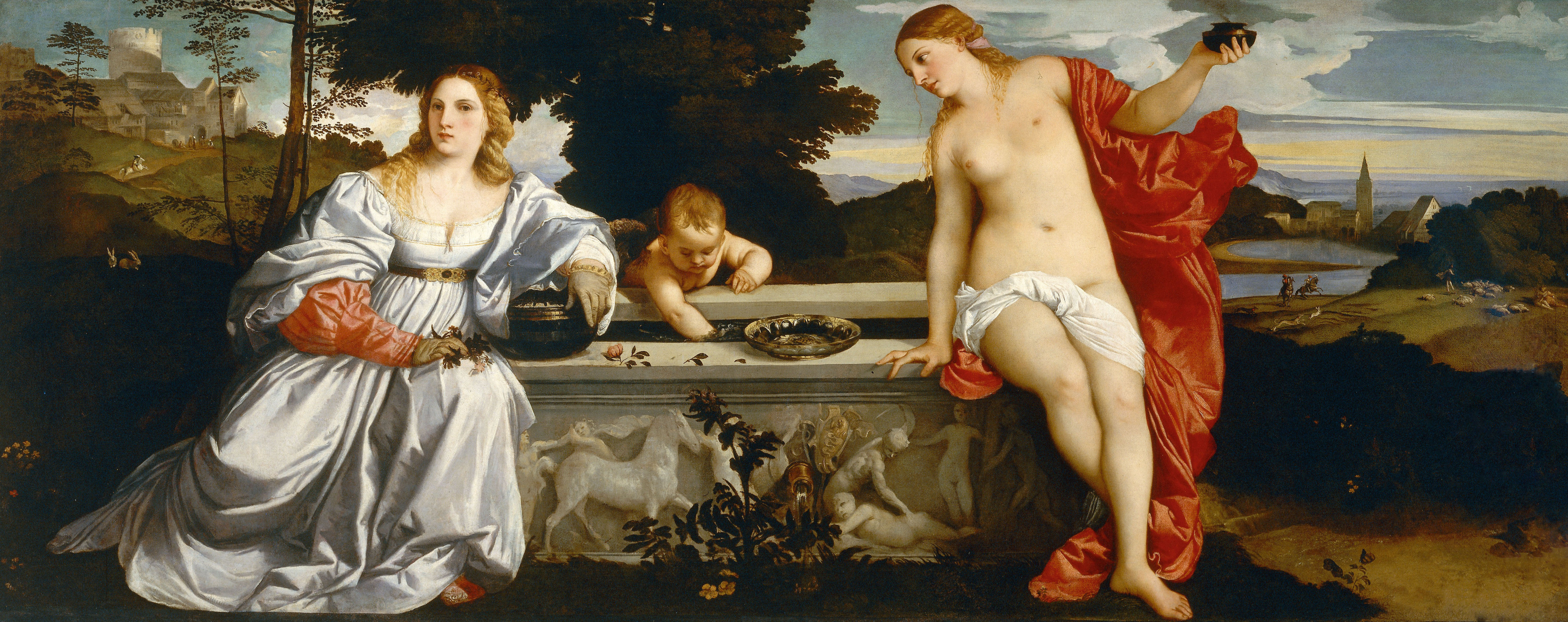
Amor sacro y amor profano (1515), de Tiziano, Galería Borghese, Roma

## Influencia en otros artistas

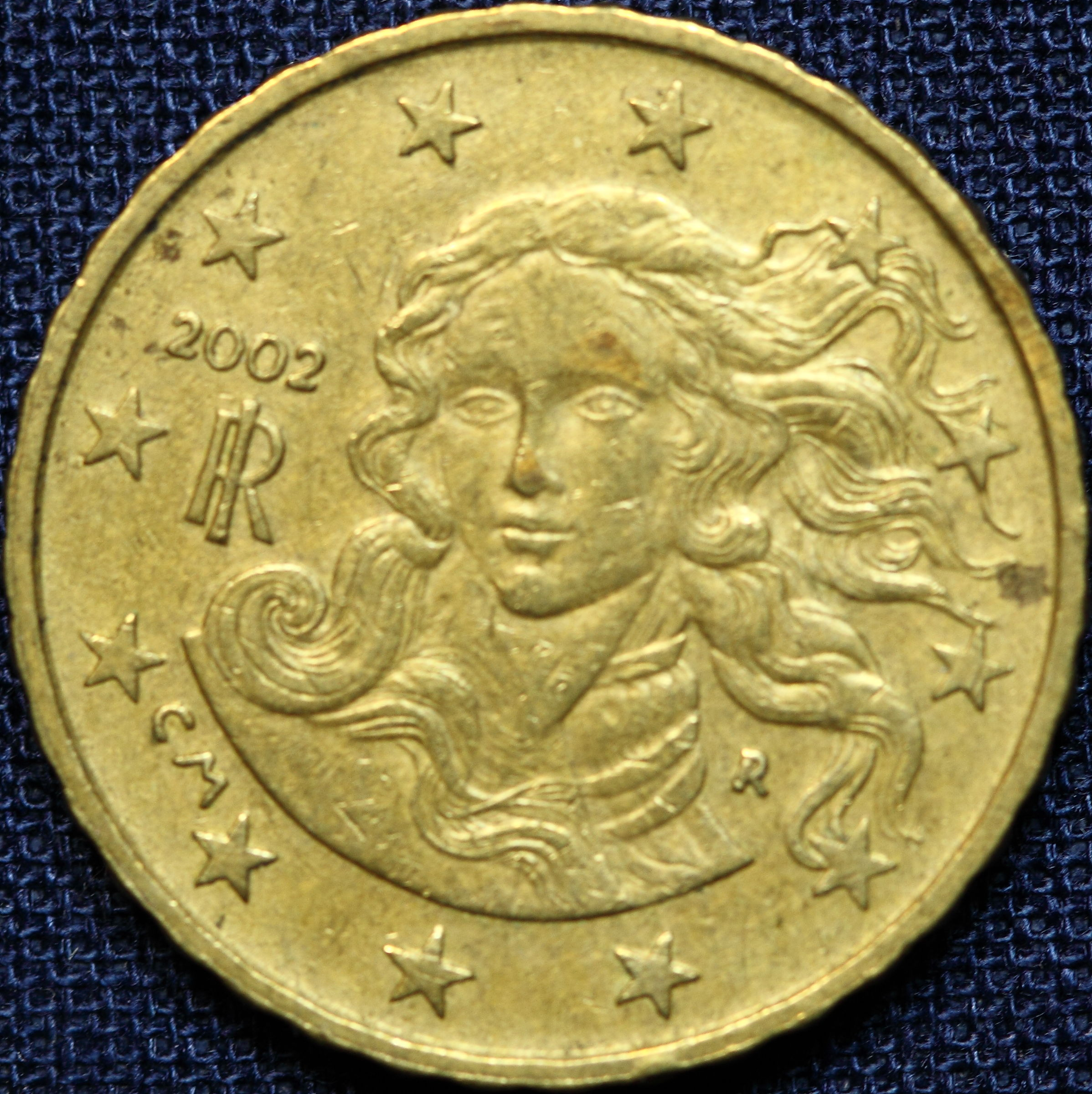
Moneda de 10 céntimos de euro italiana con la efigie del Venus de Botticelli

## Descripción